# Kabinett Parts
Regierung der Republik Estland unter Ministerpräsident Juhan Parts (Kabinett Parts)
Amtszeit: 10. April 2003 bis 13. April 2005
| Ressort                   | Name              | Amtszeit              | Partei         |
| ------------------------- | ----------------- | --------------------- | -------------- |
| Ministerpräsident         | Juhan Parts       | 10.04.2003–13.04.2005 | Res Publica    |
| Bildungsminister          | Toivo Maimets     | 10.04.2003–13.04.2005 | Res Publica    |
| Justizminister            | Ken-Marti Vaher   | 10.04.2003–13.04.2005 | Res Publica    |
| Verteidigungsminister     | Margus Hanson     | 10.04.2003–22.11.2004 | Reformierakond |
| Verteidigungsminister     | Jaak Jõerüüt      | 22.11.2004–13.04.2005 | Reformierakond |
| Umweltminister            | Villu Reiljan     | 10.04.2003–13.04.2005 | Rahvaliit      |
| Kulturminister            | Urmas Paet        | 10.04.2003–13.04.2005 | Reformierakond |
| Wirtschaftsminister       | Meelis Atonen     | 10.04.2003–13.09.2004 | Reformierakond |
| Wirtschaftsminister       | Andrus Ansip      | 13.09.2004–13.04.2005 | Reformierakond |
| Landwirtschaftsminister   | Tiit Tammsaar     | 10.04.2003–02.04.2004 | Rahvaliit      |
| Landwirtschaftsministerin | Ester Tuiksoo     | 05.04.2004–13.04.2005 | Rahvaliit      |
| Finanzminister            | Tõnis Palts       | 10.04.2003–06.10.2003 | Res Publica    |
| Finanzminister            | Taavi Veskimägi   | 06.10.2003–13.04.2005 | Res Publica    |
| Innenminister             | Margus Leivo      | 10.04.2003–13.04.2005 | Rahvaliit      |
| Sozialminister            | Marko Pomerants   | 10.04.2003–13.04.2005 | Res Publica    |
| Außenministerin           | Kristiina Ojuland | 10.04.2003–10.02.2005 | Reformierakond |
| Außenminister             | Rein Lang         | 21.02.2005–13.04.2005 | Reformierakond |
| Regionalminister          | Jaan Õunapuu      | 10.04.2003–13.04.2005 | Rahvaliit      |
| Bevölkerungsminister      | Paul-Eerik Rummo  | 10.04.2003–13.04.2005 | Reformierakond |